# Општина Вултурешти (Васлуј)
Вултурешти (рум. Vultureşti) општина је у Румунији у округу Васлуј.
Општина се налази на надморској висини од 110 m.